# لاژیدو گرانده
لاژیدو گرانده (به پرتغالی: Lajeado Grande) یک منطقهٔ مسکونی در برزیل است که در سانتا کاتارینا واقع شده‌است. لاژیدو گرانده ۱٬۴۱۸ نفر جمعیت دارد.